# El Guettar (Tunesien)
El Guettar oder auch El Quettar (arabisch القطار) ist eine Kleinstadt (municipalité) im Zentrum Tunesiens mit rund 15.000 Einwohnern.

## Lage
El Guettar liegt südlich des Djebel Orbata in einer Höhe von etwa 240 bis 250 m ü. d. M. Die Entfernung zur nordwestlich gelegenen Provinzhauptstadt Gafsa beträgt ca. 20 km (Fahrtstrecke).

## Bevölkerung
Die Bevölkerung besteht zum überwiegenden Teil aus in den letzten Jahrzehnten des 20. Jahrhunderts aus den umliegenden Bergregionen zugewanderten Berbern; Umgangssprache ist jedoch meist arabisch.

## Wirtschaft
El Guettar war und ist eine Oasensiedlung mit einer Vielzahl von Dattelpalmen, Pistazien-, Oliven- und Granatapfelbäumen inmitten von kleinen Parzellen, auf denen vorwiegend Gemüse (Bohnen, Erbsen, Zwiebeln) angebaut werden; Wasser gibt es – abgesehen von den winterlichen Regenfällen – nur in Form von Grundwasser, welches aus ca. 50 m Tiefe hochgepumpt werden muss. In früheren Zeiten wurde die Oase hauptsächlich durch unterirdisch verlaufende Kanäle (foggaras) mit Wasser versorgt; einige davon sind noch erhalten.
In der Umgebung werden Phosphate abgebaut, die zu Düngemitteln weiterverarbeitet werden.

## Geschichte

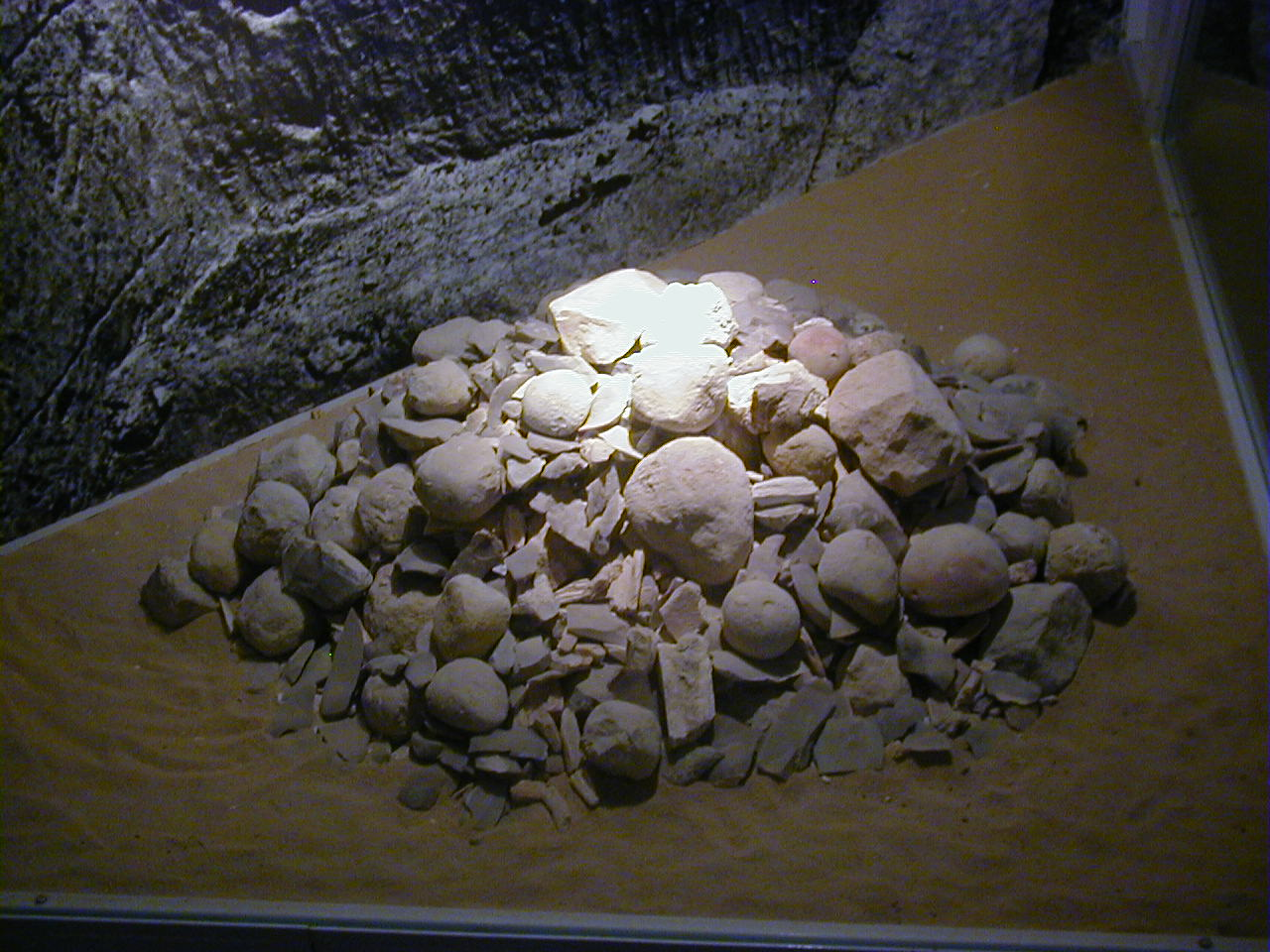
Hermaion von El Guettar

Bei einer seit langem versiegten Quelle nahe El Guettar wurde in den 1950er Jahren ein vor etwa 30.000 bis 40.000 Jahren im Moustérien oder Atérien errichteter etwa 75 cm hoher Hügel aus runden Steinen sowie Silexsplittern und Tierknochen entdeckt, der in Fachkreisen unter der Bezeichnung Hermaion von El Guettar bekannt wurde und heute in einer Vitrine des Bardo-Museums von Tunis gezeigt wird. Man interpretiert ihn als eine – in ihrer Art einzigartige – prähistorische Kultstätte. Weitere Funde wie Feuersteinmesser, Pfeilspitzen, Schaber etc. stammen aus späterer Zeit.
Während des Zweiten Weltkrieges fand bei der Stadt am 23. März 1943 eine Schlacht zwischen Heereseinheiten George Pattons und Hans-Jürgen von Arnims statt. (→ Tunesienfeldzug).

## Sehenswürdigkeiten
- Der weitgehend moderne Ort bietet – außer der Ruine einer aus Stampflehm errichteten alten Karawanserei – keinerlei historische Sehenswürdigkeiten.
- Ein kleines Museum präsentiert Exponate zu diversen Themenbereichen.
- Südlich der Stadt und der Palmenoase erstreckt sich ein – die meiste Zeit des Jahres ausgetrockneter – See (Sebkhet es Guettar), an welchem sich manchmal Zugvögel niederlassen.
- Nördlich der Stadt erstreckt sich der aride Bergzug des Djebel Orbata.